# Ахмад ибн Ханбаль
Абу́ Абдулла́х А́хмад ибн Муха́ммад ибн Ха́нбаль аш-Шайба́ни аз-Зухли́ (араб. أبو عبد الله أحمد بن محمد بن حنبل الشيباني الذهلي‎; 780, Багдад — 2 августа 855, Багдад, Аббасидский халифат) — исламский учёный-богослов, хадисовед, правовед и четвёртый из четырёх имамов суннитских школ. Основатель и эпоним ханбалитского мазхаба.

## Биография

### Ранние годы
Родился в 780 году в Багдаде (Аббасидский халифат). Его отец Мухаммад ибн Ханбаль был выходцем из арабского племени шайбан. Он умер, когда Ахмад был ещё очень маленьким. После смерти отца ему остались кое-какие средства к существованию и дом, в котором он жил с матерью — Сафией бинт Маймун. Доход был не больше 17 дирхамов в месяц. Имам Ахмад так вспоминал своё детство: «Я не видел ни отца, ни деда. Меня вырастила моя мать».

### Изучения
С ранних лет изучал Коран, хадисы, предания о сподвижниках Мухаммеда и овладел грамматическими тонкостями арабского языка. Особое внимание уделял хадисам и праву. Много путешествовал с целью сбора хадисов. Посетил главные центры мусульманского богословия, встретился почти со всеми ведущими улемами своего времени, в том числе с Абу Юсуфом и Мухаммадом аш-Шафии. Он установил контакты с такими влиятельными лицами Хиджаза, Сирии, Ирака, как Ваки ибн аль-Джаррах, Язид ибн Харун, Яхъя ибн Маин. Благодаря своим глубоким познаниям, благочестивому образу жизни и связям Ахмад ибн Ханбаль постепенно приобретает известность. В возрасте около 40 лет сам стал передатчиком хадисов и начал давать фетвы. Одновременно снискал известность как преподаватель хадисоведения и права.
Расцвет деятельности Ахмада ибн Ханбаля совпал со временем активизации борьбы традиционалистского богословия с мутазилитским каламом. Халиф аль-Мамун пытался навязать общине ряд мутазилитских взглядов (в том числе, догмат о сотворённости Корана). Ахмад ибн Ханбаль оказался в особой группе испытуемых халифом, и в течение двух лет (833—834 годы) его держали в тюрьме. Сменивший Мамуна у власти Аль-Мутасим отдал приказ подвергнуть Ахмада ибн Ханбаля бичеванию, но ввиду опасности народного возмущения Ахмада ибн Ханбала отпустили на свободу. Он оказался первым известным богословом, отказавшимся перед лицом двух халифов признать сотворённость Корана. В общей сложности он провёл в заключении 7 лет. Суннитские источники особо отмечают, что Ибн Ханбаль во время михны не прибегал к двусмысленности и неясности (амфиболии), к которой прибегали некоторые люди. Когда его спросили: «Говорил ли ты обиняками, как это делали другие, или согласился с ними (мутазилитами), уступив насилию?» Он ответил: «Да убережет меня Аллах от того, чтоб я такое совершил! Ведь на меня смотрят, мне доверяют. И если бы я это сделал, то люди до Судного часа стали бы утверждать сотворённость Корана».
В последние годы жизни Ахмада ибн Ханбала его влияние оказалось настолько значительным, что халиф аль-Мутаваккиль, восстановивший позиции традиционализма, приложил немало усилий, чтоб заручиться поддержкой богослова. Ахмад ибн Ханбаль пошёл на сотрудничество с халифом в борьбе с мутазилитами: по просьбе халифа он составил список наиболее активных мутазилитов Багдада и Басры, став инициатором прямых выступлений против мутазилитов и других сторонников калама.
Ахмад ибн Ханбаль был очень скромным и набожным, отличался высочайшими моральными качествами. Отказывался занимать придворные должности, никогда не стремился заслужить благосклонность властей, но не призывал к непокорности и выступал сторонником политической терпимости. Не поощрял «нечестивую» власть, но считал возможным сотрудничество с ней в добрых начинаниях при условии соблюдения норм ислама.

### Смерть
Умер в 855 году в Багдаде. У него осталось много учеников и последователей. Вот имена лишь некоторых из них: Салих и Абдуллах (два сына имама Ахмада), Усман ад-Дарими, Ханбаль ибн Исхак, Хасан ибн Саббах Баззар, Аббас ибн Мухаммад, Мухаммад ибн Исмаил аль-Бухари, Абу Зура ар-Рази, Ибрахим аль-Харби, Харб аль-Кирмани, Хусайн ибн Мансур, Дауд ибн Амр, Халяф ибн Хишам, Абуль-Касим аль-Багави.

## Взгляды
Убеждения Ахмада ибн Ханбаля соответствовали принципам суннитского ислама. По всем основополагающим принципам религии он ссылался только на ясные доводы Откровения, на высказывания и поступки «праведных предков» (ас-салаф ас-салихин).
Он отрицал возможность рационалистического объяснения догматов веры. Оценивая религиозно-политическую ситуацию, сложившуюся в общине в результате кризиса 20-х — 40-х годов IX века, Ахмад ибн Ханбаль пришёл к выводу о необходимости возврата к порядку, царившему при Мухаммеде и первых поколениях его последователей (салафов). Особое внимание в сочинениях Ахмада ибн Ханбаля уделено разработке такой позиции относительно нововведений (бида), согласно которой все нововведения в религиозной сфере, не имеющие обоснования в Коране и хадисах и не подтвержденные согласным мнением (иджма) первых трёх поколений мусульманских авторитетов, должны быть осуждены.
Политические взгляды Ахмада ибн Ханбала отличались прагматизмом. Он считал идеальным правлением период Праведных халифов. Ссылаясь на аят «…И дело их — по совещанию между ними…», был сторонником избрания халифа на Совете (шура), но настаивал на необходимости выбора халифа из среды курайшитов. Считал законным правление узурпатора, сумевшего добиться расположения народа, но настаивал на необходимости признания даже халифа-грешника, если его приход к власти стал свершившимся фактом, иначе общество будет ввергнуто в хаос. Также он считал возможным смещение правителя, «побуждающего людей к сомнению в вере». По одним данным, он считал допустимой религиозно-политическую борьбу, смуту (фитна) и призывал в случае вовлечения в смуту до конца отстаивать исповедуемые взгляды. По другим, предостерегал от массовых выступлений против тирании и гражданского противостояния, опасаясь ещё больших потрясений и анархии. Богословы, по его мнению, должны воздействовать на правителя.
Ахмад ибн Ханбаль считал, что вероубеждения состоят из словесного выражения веры и поступков; вера может усиливаться при совершении одобренных Богом поступков и ослабевать при совершении греховных действий, но слабость веры не означает выхода человека из ислама и преодолевается искренним раскаянием. Участь грешника будет решаться Аллахом.
В вопросе о Божественном предопределении и свободе воли признавал предопределение (кадар) и считал, что свобода человека ему не противоречит, но отказывался детально разрабатывать эту проблему, считая, что здесь достаточно принять аргументы «праведных предков».

## Сочинения
Среди сохранившихся сочинений Ахмада ибн Ханбала наиболее значительны:
- Муснад — сборник, включающий более 30 000 хадисов[6];
- Шесть акид;
- Китаб ас-салат — книга, посвященная правилам молитвы и роли богословов в общине;
- Китаб ар-радд аля аль-джахмийа ва-з-занадика — полемическое сочинение, в котором подробно изложены традиционалистские представления о божественных атрибутах.